# Georges Boillot
Pour les articles homonymes, voir Boillot.

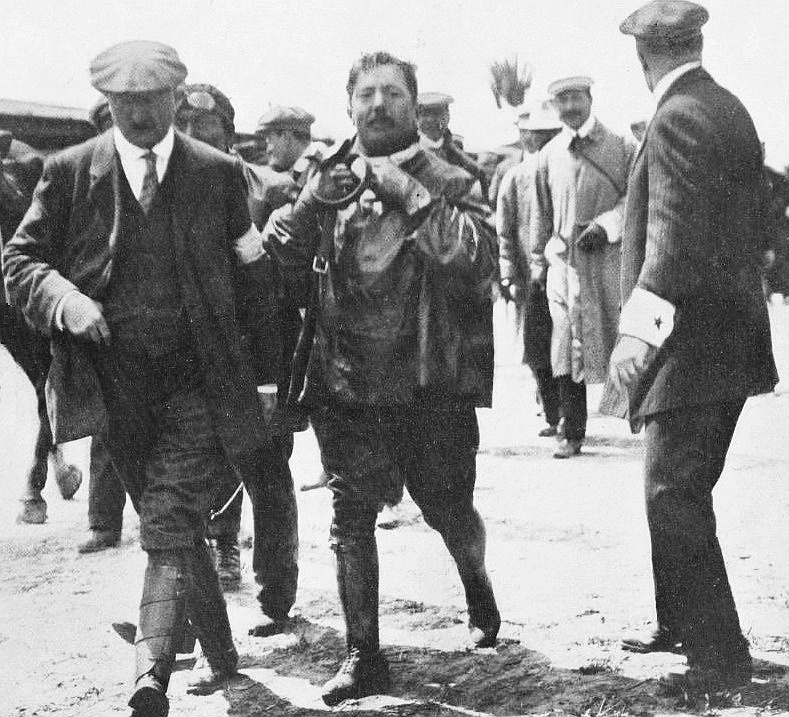
George Boillot, vainqueur du Grand Prix de l'ACF 1912.

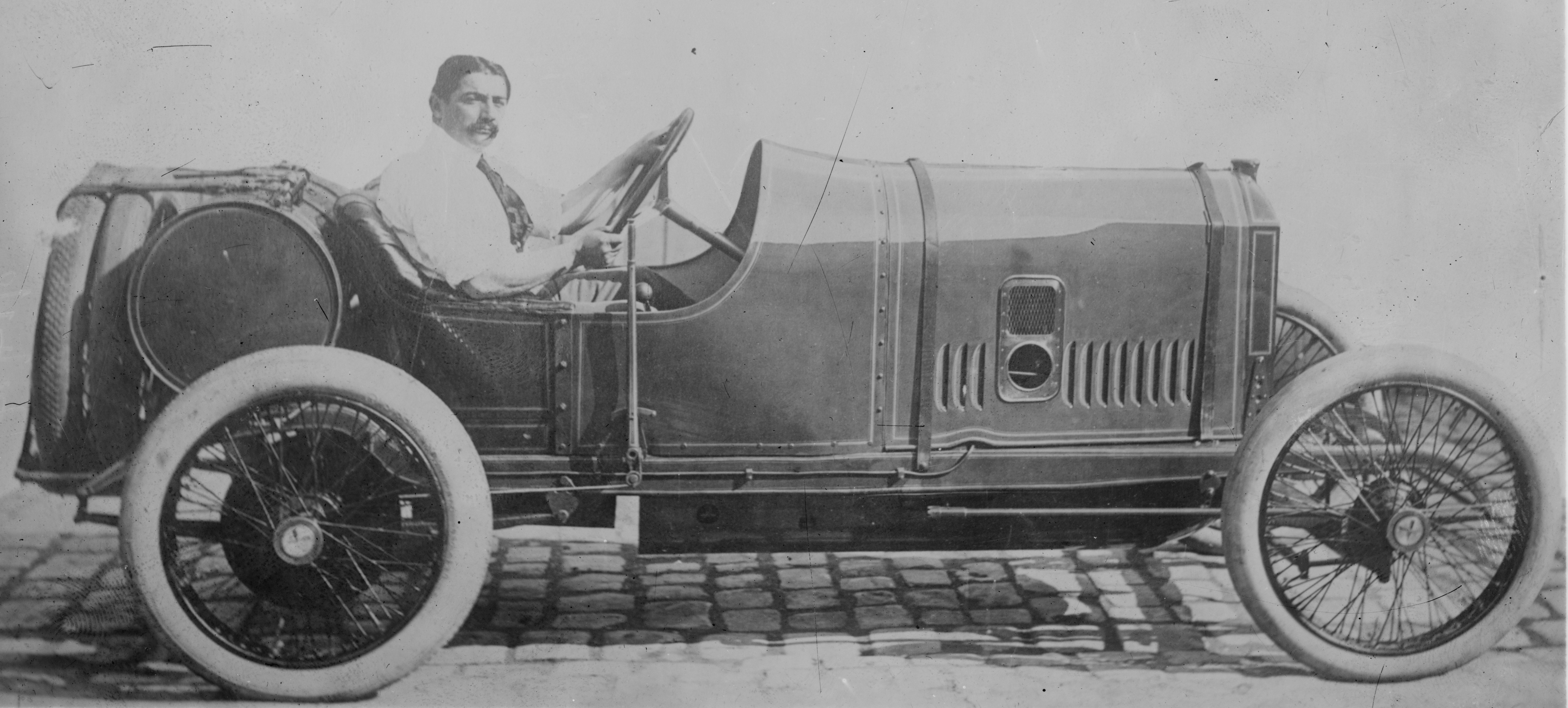
Georges Boillot aux États-Unis en 1914 (ici sur EX3 Peugeot).

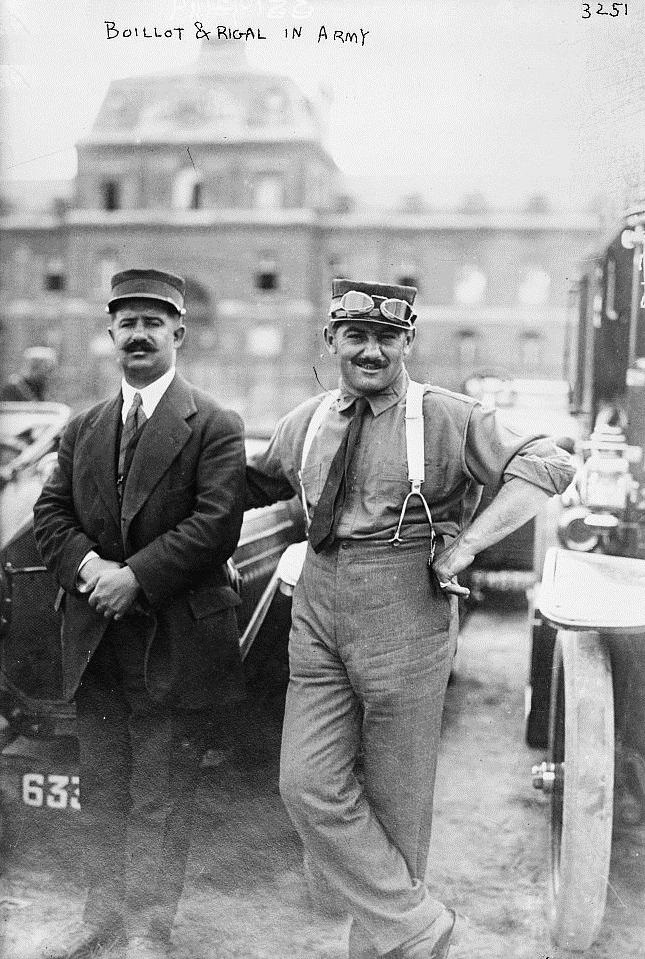
Boillot en 1914 (au centre).

Georges Louis Frédéric Boillot, né le 3 août 1884 à Valentigney (Doubs) et mort le 19 mai 1916 près de Vadelaincourt (Meuse) dans un combat aérien, est un pilote automobile et pilote d'avion français.

## Biographie
Fils de Louis Boillot et Catherine Jeanperain, Georges Boillot, coureur cycliste au VC Levallois, remporta une soixantaine d’épreuves chez les amateurs. Mécanicien de formation, il devient pilote automobile professionnel (à cette époque, la plupart des pilotes étaient également mécaniciens) en 1908 au sein de l'écurie Lion-Peugeot, le bras armé de la marque Peugeot en compétition.
Grâce à de multiples succès dans la catégorie « voiturette », Georges Boillot et son coéquipier Jules Goux parviennent à convaincre Peugeot de monter en catégorie « Grand Prix » à partir de 1912. Au sein d'une petite structure autonome basée en région parisienne et surnommée « Les Charlatans » par les techniciens de l'usine Peugeot (eux-mêmes utilisant le terme de « sorciers » entre eux), il participe à la conception de la révolutionnaire Peugeot L76, premier véhicule au monde doté d'un double arbre à cames en tête et de quatre soupapes par cylindre (essentiellement due au coup de crayon de l'ingénieur suisse Ernest Henry) qu'il fait triompher dès sa première apparition en compétition, au Grand Prix de l'ACF 1912 à Dieppe. L'année suivante, il s'affirme définitivement comme l'un des meilleurs pilotes mondiaux du moment en s'imposant à la Coupe de l'Auto (ou Coupe des Voiturettes), au Circuit de Provence, et surtout une deuxième fois consécutivement au GP de l'ACF, cette fois disputé à Amiens.
Il est le premier triple vainqueur de la Course de côte du Mont Ventoux, en 1910, 1912 et 1913, toujours sur des véhicules Peugeot (les deux dernières fois sur Peugeot L76, avec record de l'ascension jusqu'en 1925).
En 1914, Boillot part aux États-Unis pour y disputer les 500 miles d'Indianapolis, épreuve que Jules Goux a survolé l'année précédente. Meilleur temps des qualifications (frôlant pour la première fois le mur des 100 miles à l'heure, avec 160,70 km/h pour un nouveau record de vitesse mondial), Boillot confirme la supériorité des Peugeot et fait figure de grand favori de l'épreuve. Mais le jour de la course, handicapées par une monte pneumatique inadaptée, les Peugeot sont loin d'être aussi irrésistibles que prévu : Boillot mène une lutte acharnée avec son compatriote René Thomas (sur Delage semi-privée) pour la tête de la course… avant d'être expédié dans le décor par une crevaison. Son frère cadet participera par trois fois à cette épreuve, cinq ans après, avec le même constructeur.
Quelques semaines plus tard, l'éclatement de la Première Guerre mondiale signe la fin de sa carrière. Il devient tout d'abord le chauffeur attitré du général Joffre, puis sous-lieutenant au 1er groupe d'aviation, escadrille N°65. Il est abattu le 19 mai 1916 dans un combat aérien face à cinq Fokker allemands, parvenant à en mettre un hors d'usage près de Bar-le-Duc, avant d'être évacué dans un hôpital militaire de Vadelaincourt où il décède peu après. Dans un premier temps inhumé à Vadelaincourt, son frère transféra sa dépouille au cimetière du Père-Lachaise (64e division) en 1921.
Son frère André, de sept ans son cadet, fut également un brillant pilote automobile.
En l'honneur de Georges, plusieurs rues françaises portent son nom ainsi qu'une école à Montlhéry, et entre 1921 et 1928, une compétition automobile annuelle, la Coupe Georges Boillot, est organisée dans le Pas de Calais depuis Boulogne-sur-Mer, après sa victoire en 1913 sur le circuit de Boulogne en voiturettes.

## Autres victoires en courses de côtes
- Victoires en courses de côte[5]:
  - Laval (La Flèche): 1913, sur Peugeot (organisée par l'AC de la Sarthe)
  - Saint Symphorien (Tours): 1913, sur Peugeot
  - Mont Lombert (Boulogne-sur-Mer): 1914, sur Peugeot
  - Colembert-La Chapelle: 1914, sur Peugeot
  - Pont de Bainethun (Boulogne-sur-Mer): 1914, sur Peugeot

## Distinctions posthumes
- Distinctions posthumes[6]
- Croix de guerre 1914–1918, palme de bronze
- Chevalier de la Légion d'honneur (1916)

## Galerie

George Boillot en 1908 (2G) et 1912 (2D) au GP de France de Dieppe (sur Peugeot, mécanicien Prévost en 1912)
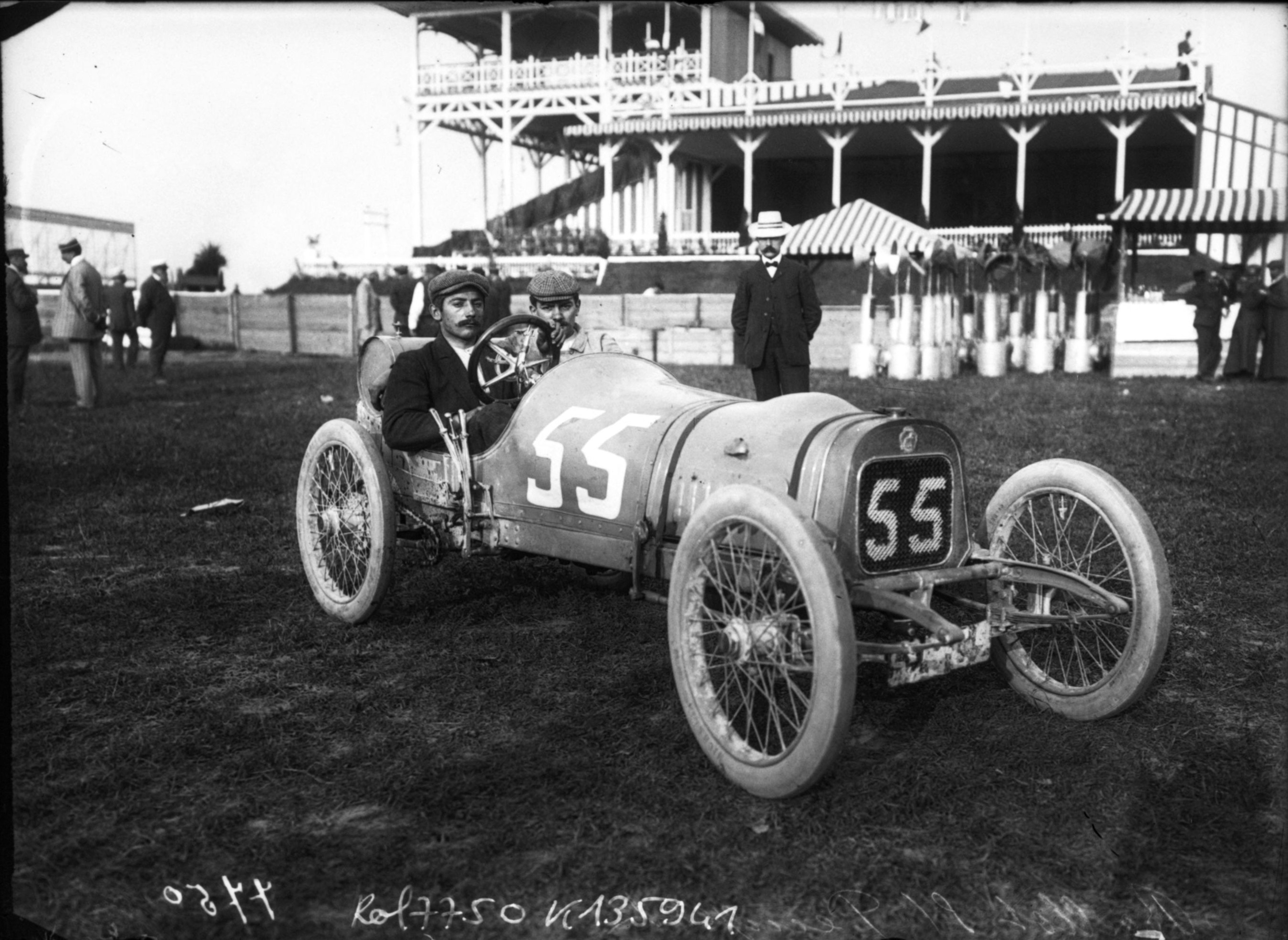
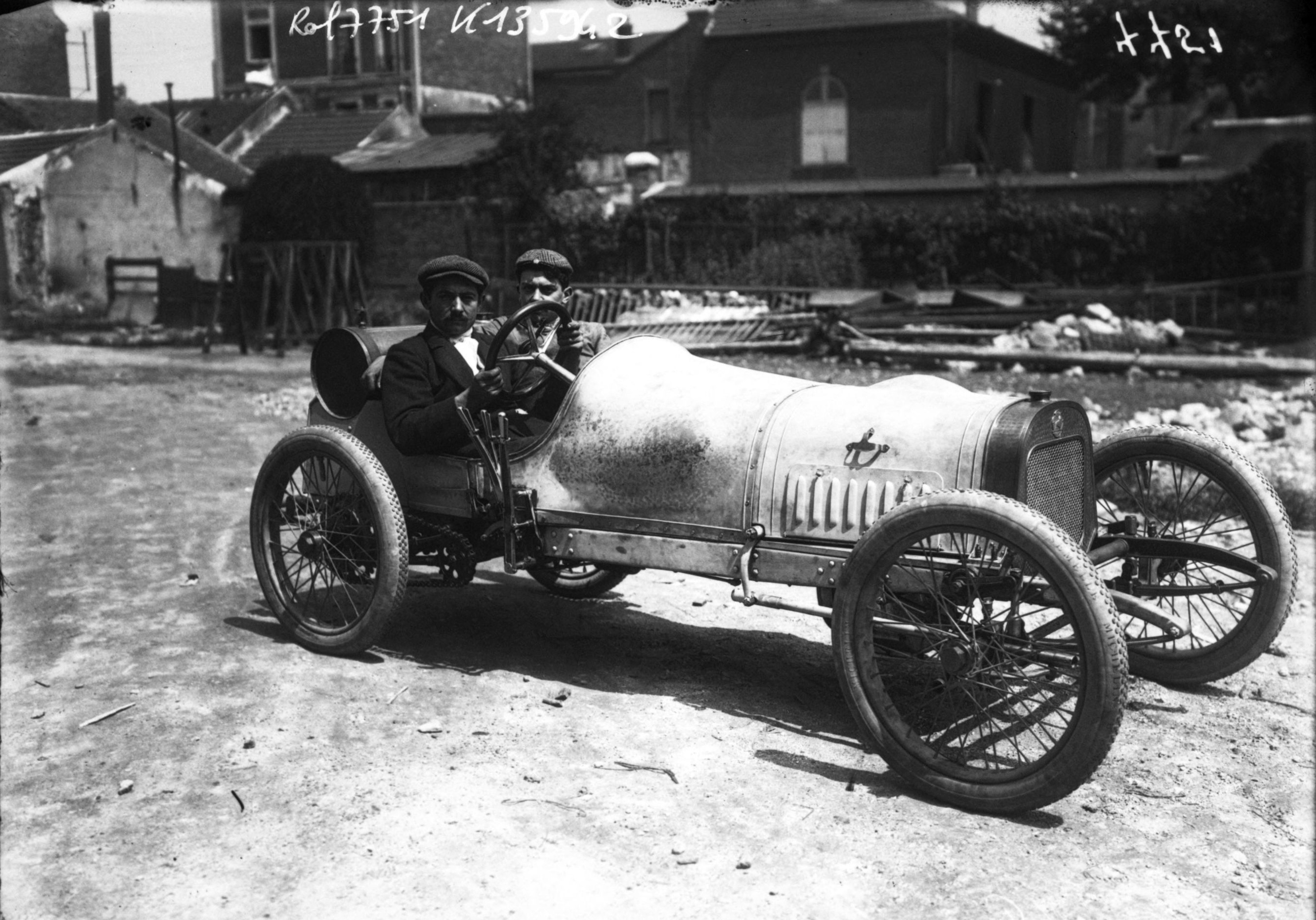
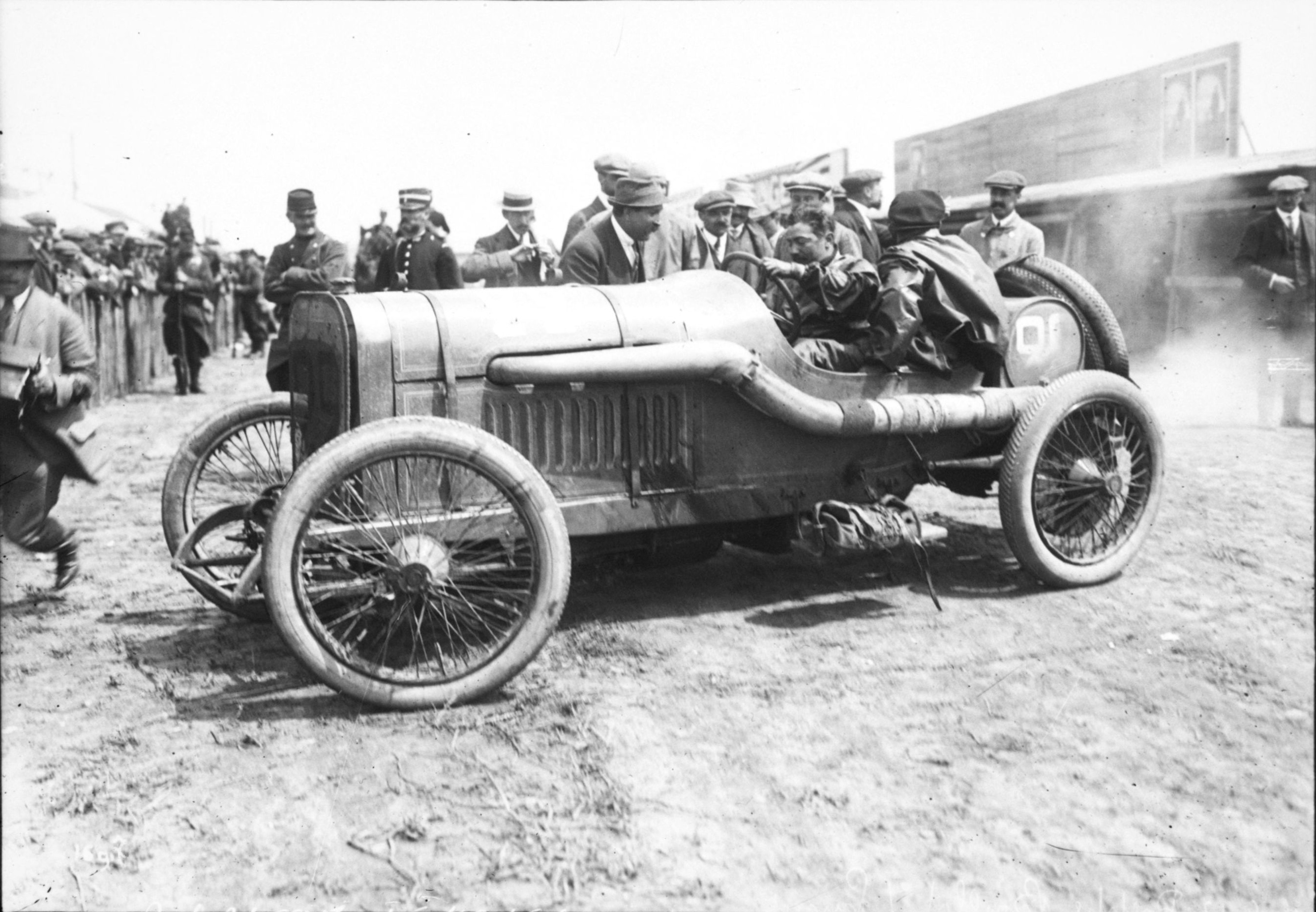
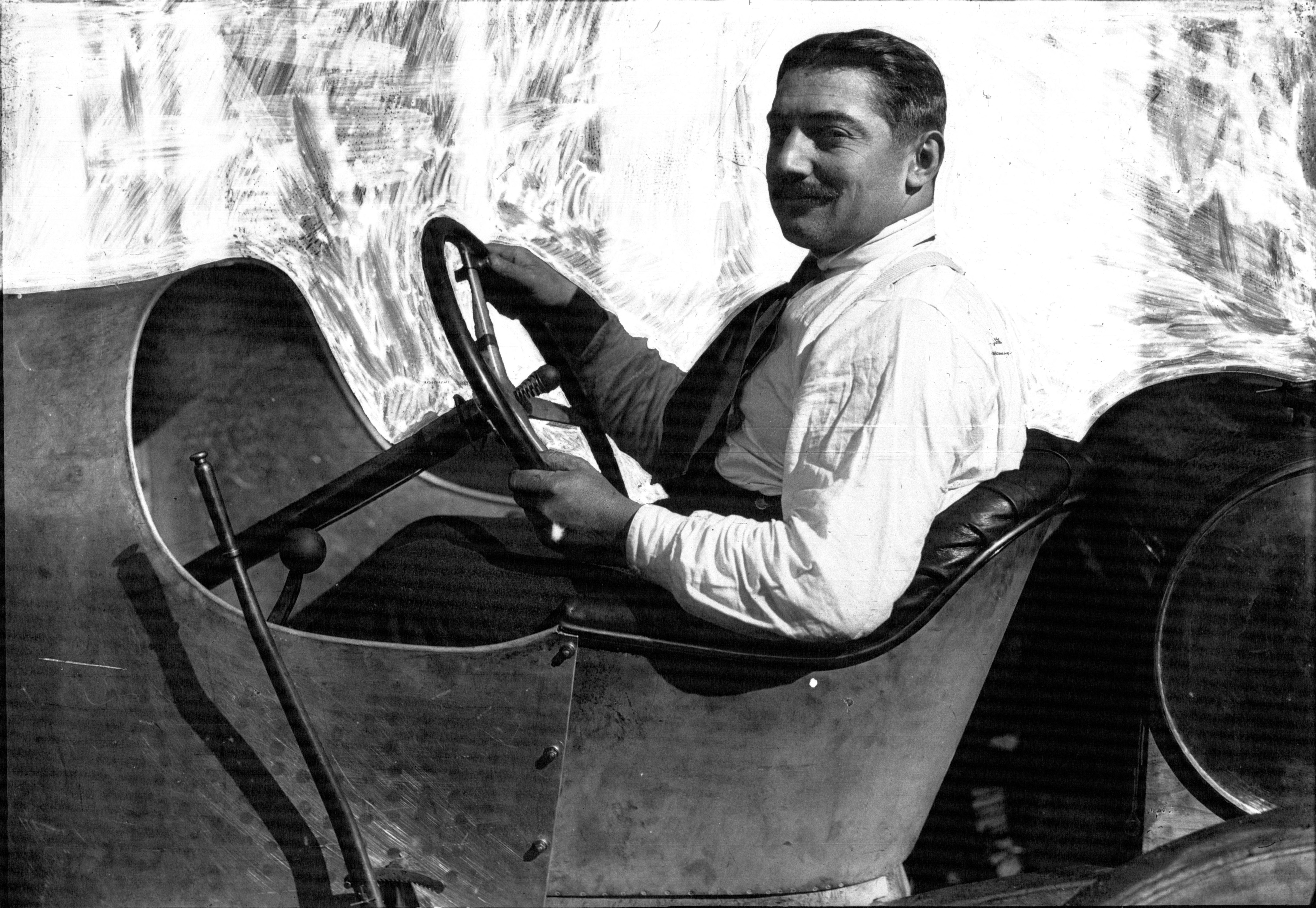

Boileau à Indianapolis en 1914 (sur Peugeot)…
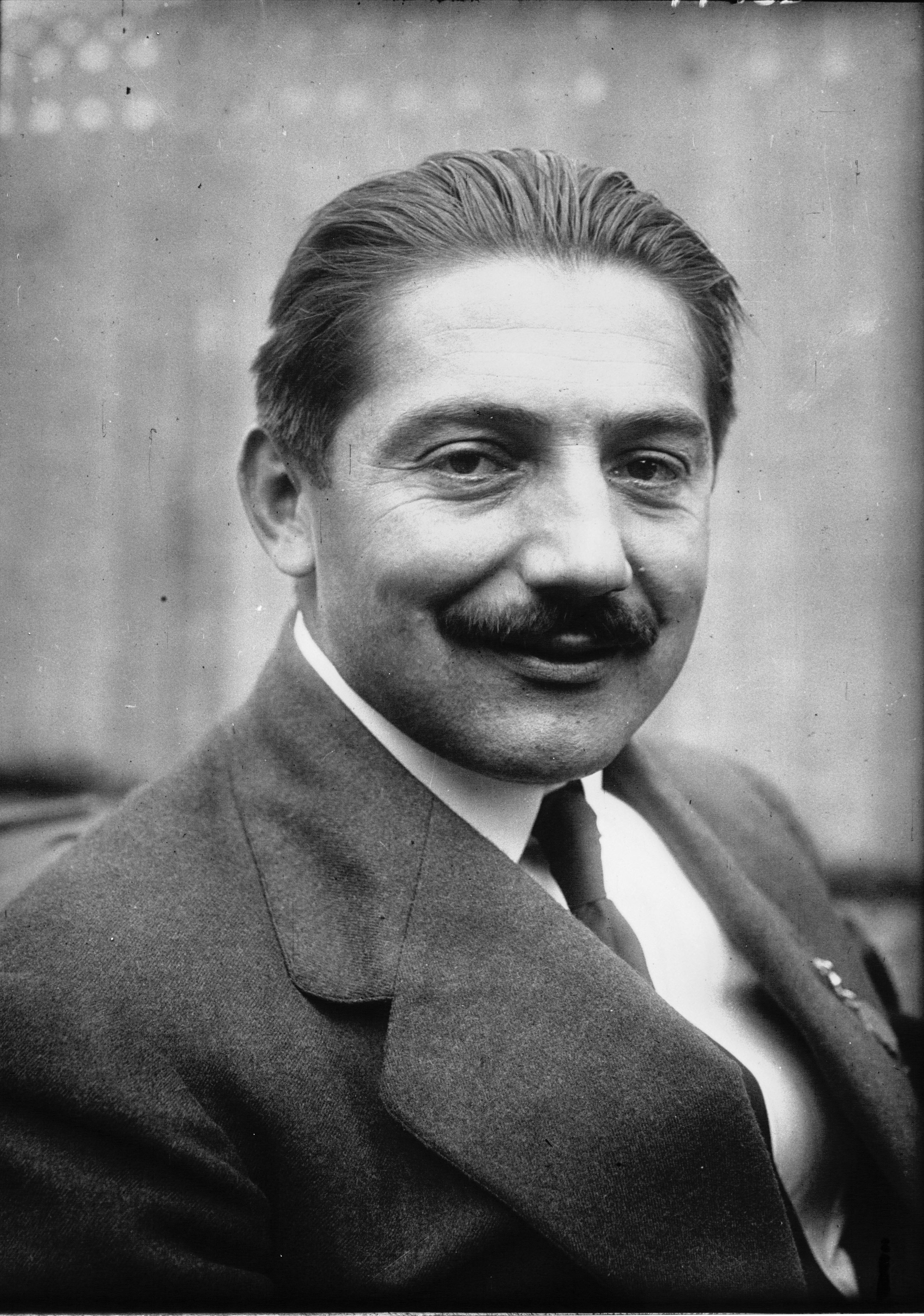
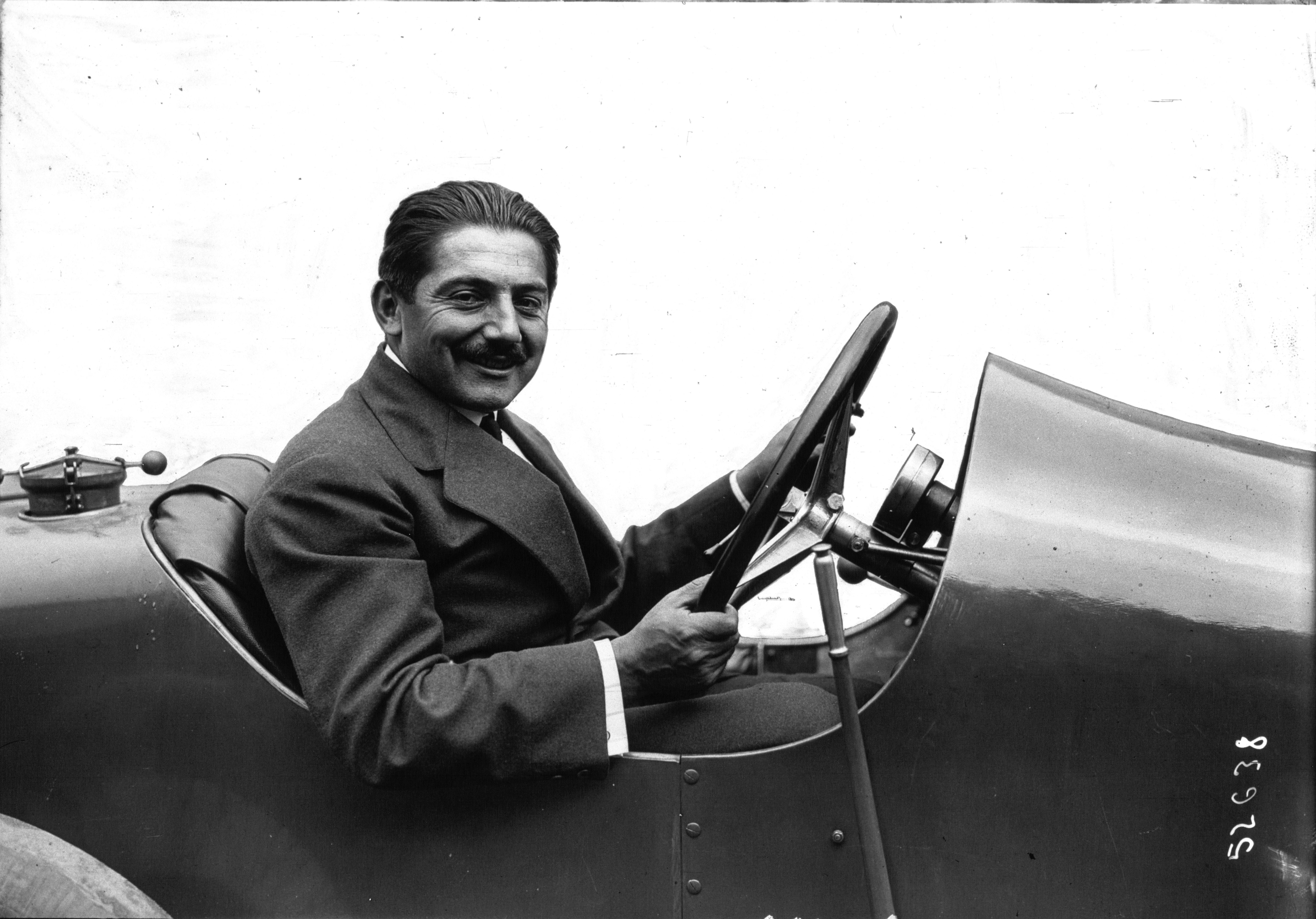
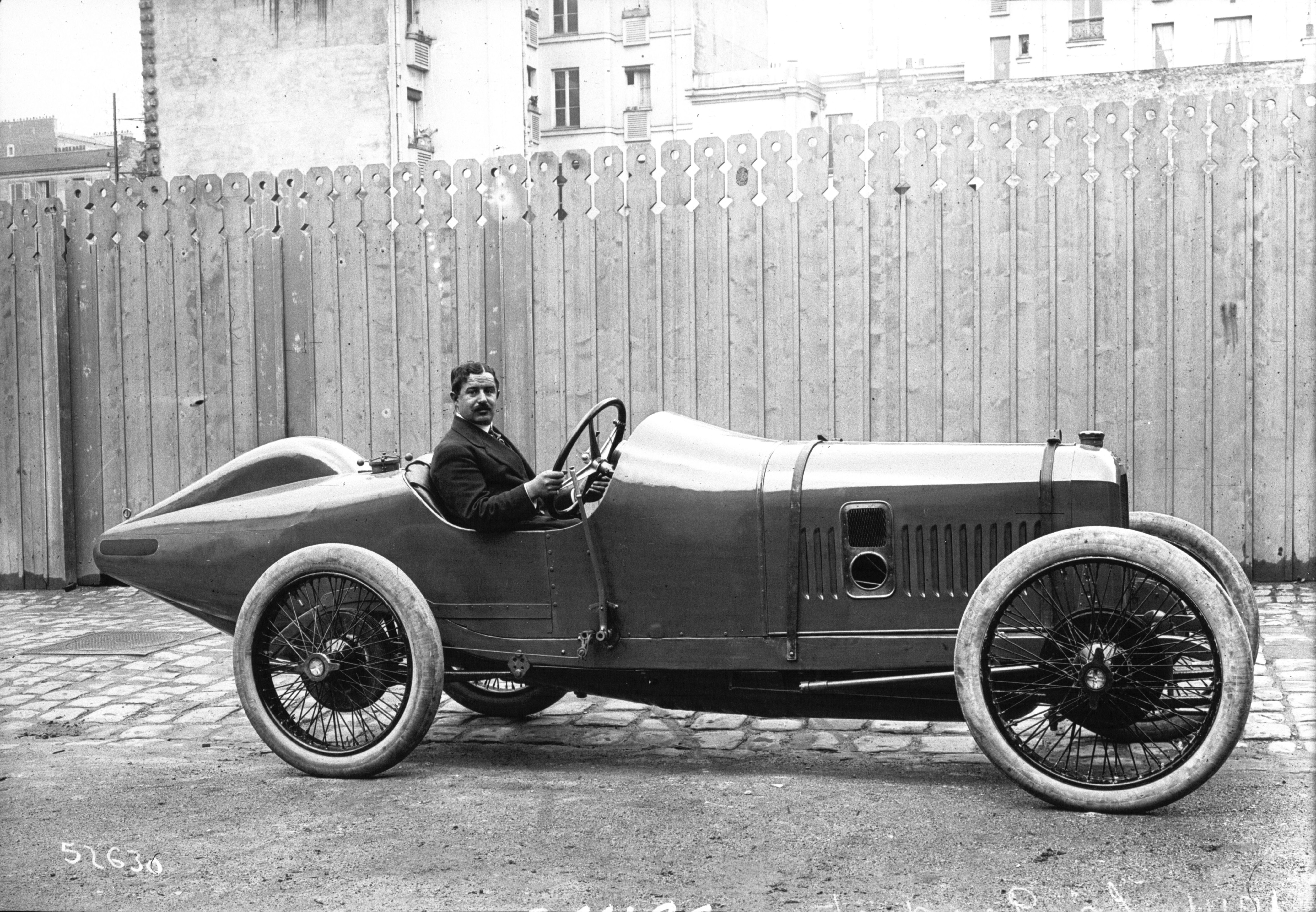
.
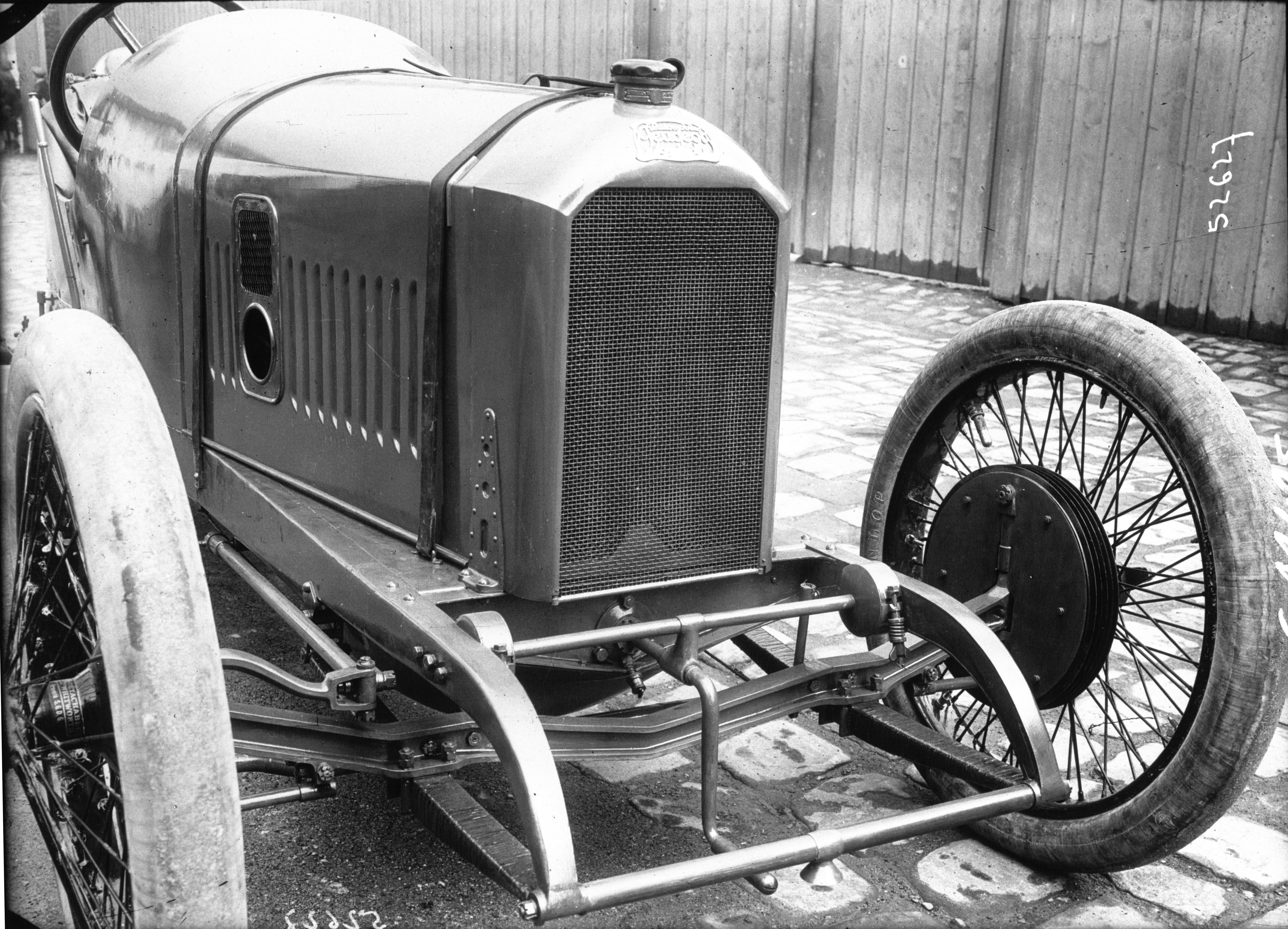
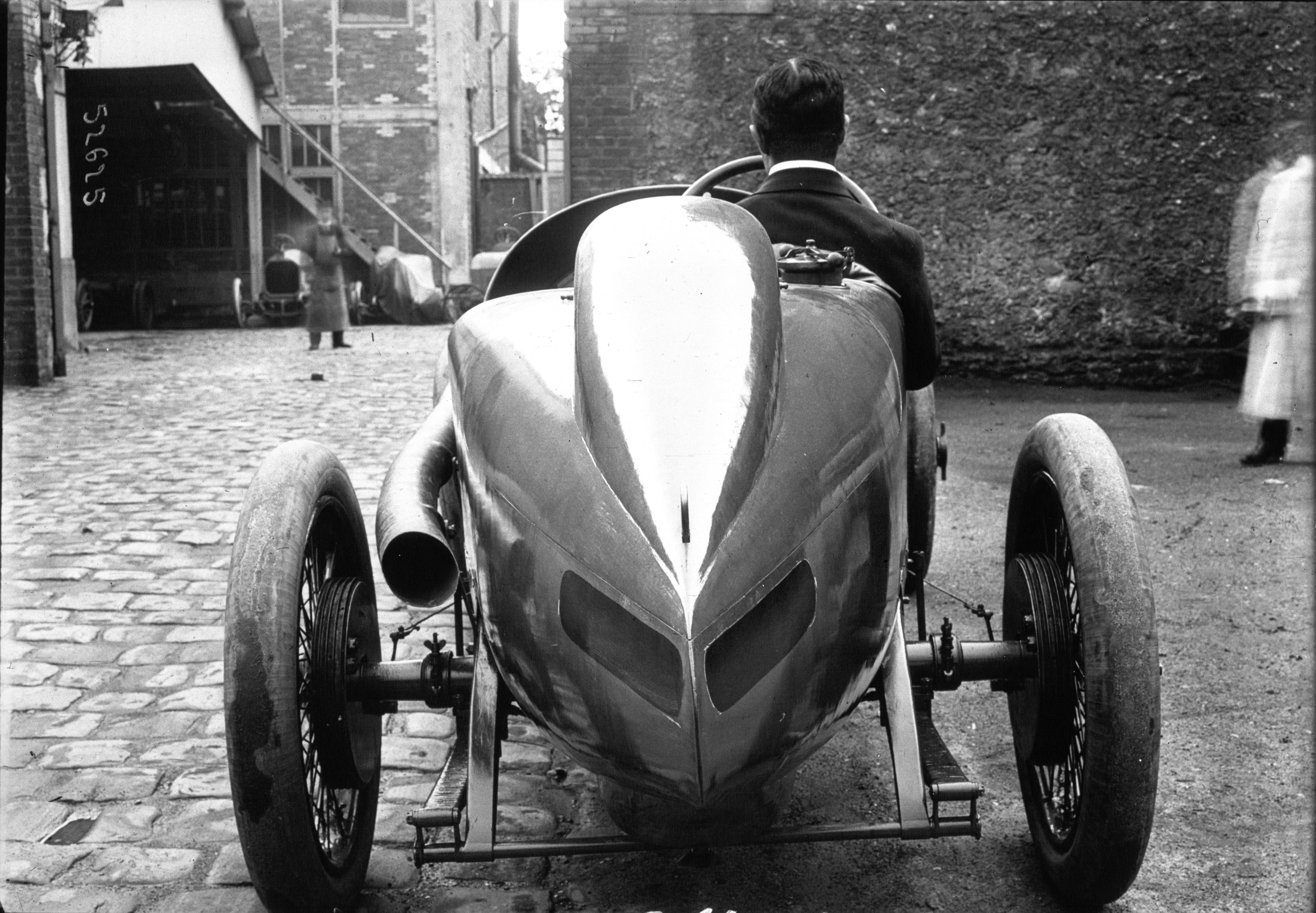

… et lors du Grand Prix de France la même année
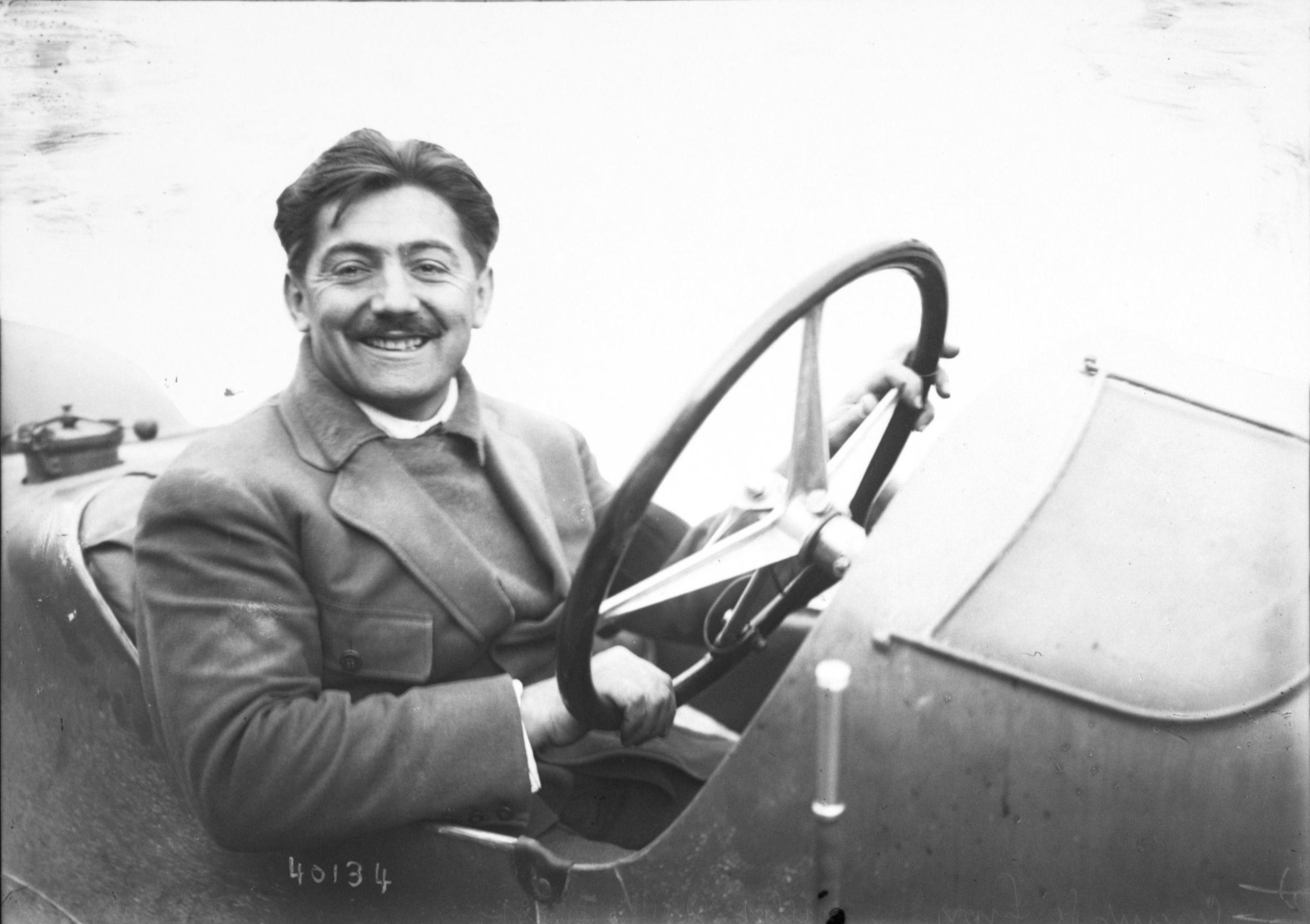

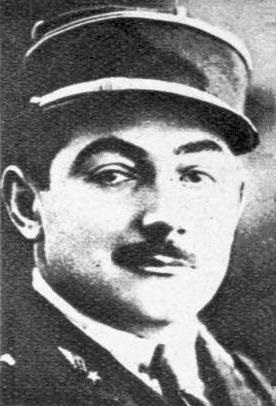
Georges Boillot en tenue militaire (vers 1915).
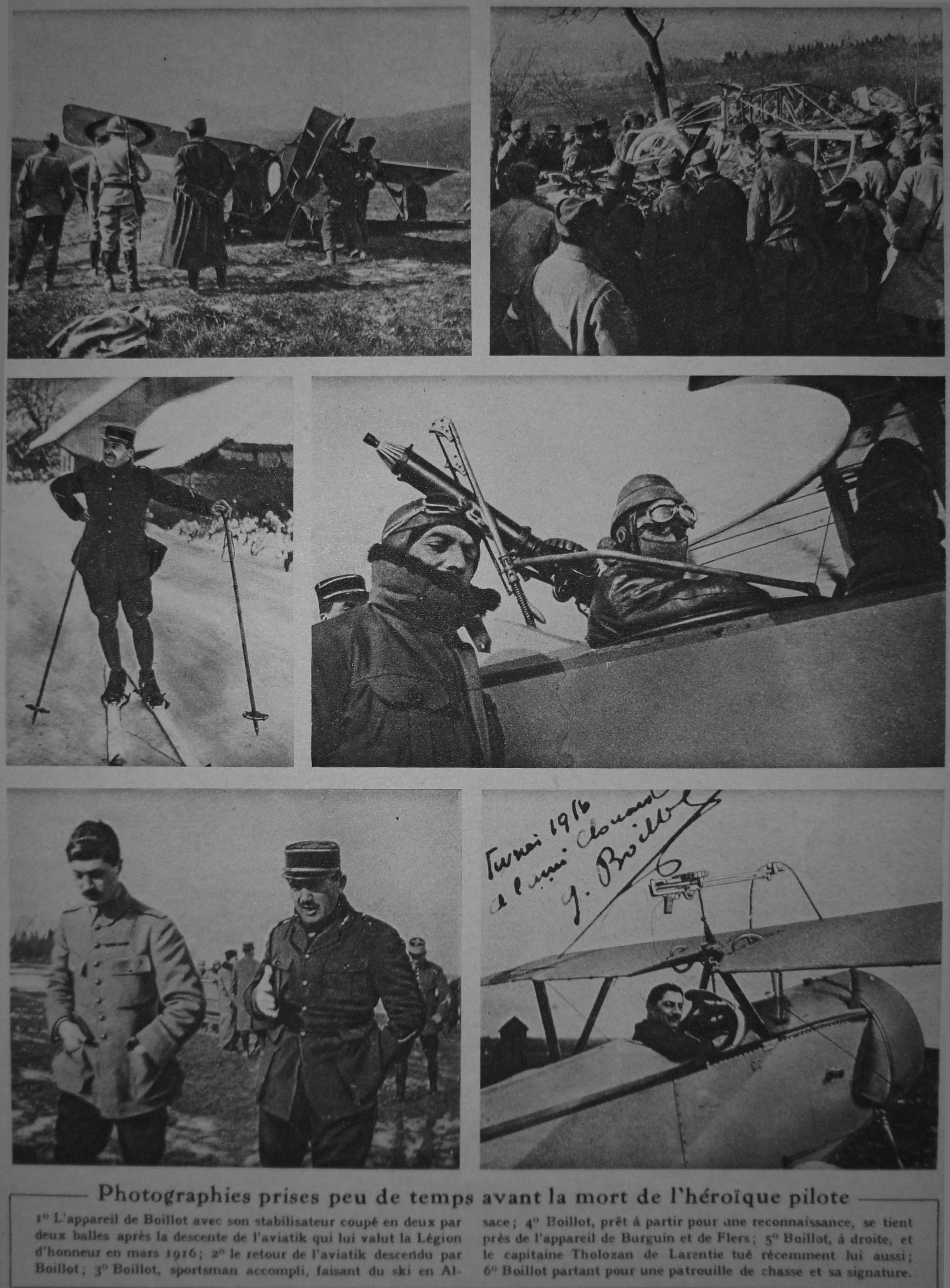
Reportage sur Boillot dans l'hebdomadaire Le Miroir.
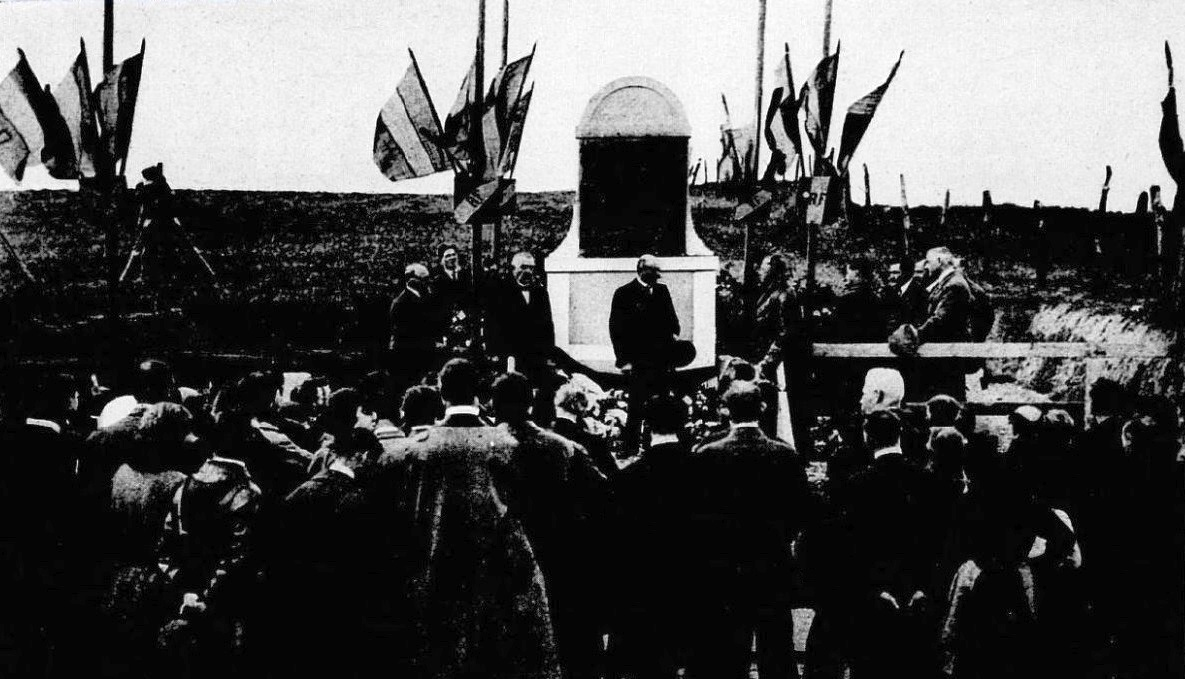
Le monument Georges Boillot, inauguré au bord du circuit pour la Coupe Georges Boillot de 1923.

## Notes et références

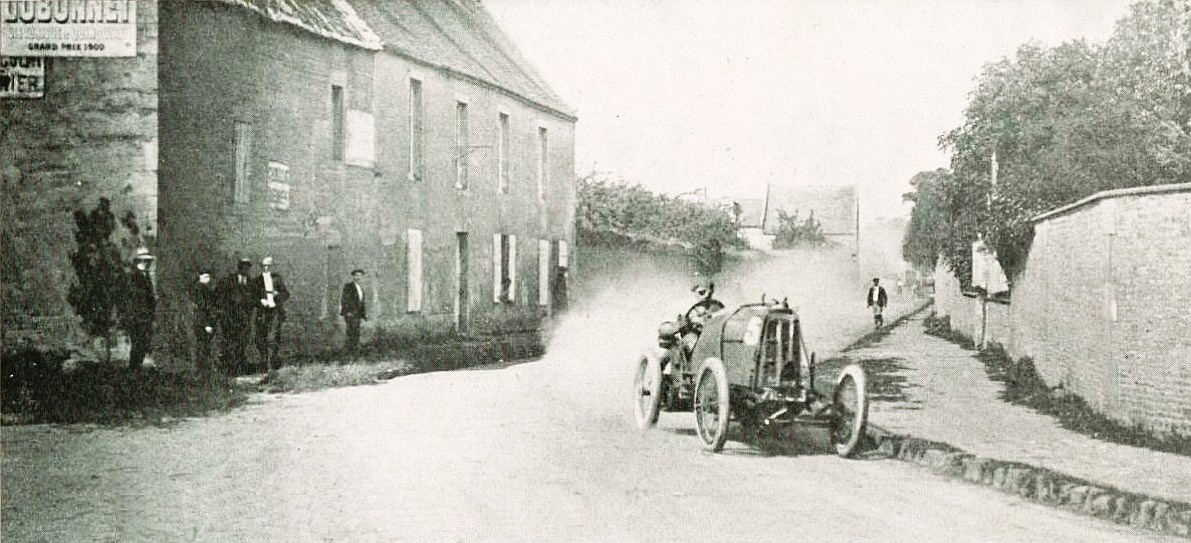
Georges Boillot vainqueur de la Coupe de Normandie 1909, sur voiturette Peugeot.